# Bankructwo małego Dżeka
Bankructwo małego Dżeka – powieść Janusza Korczaka wydana w 1924 roku, lektura szkolna.
Powieść opowiada o historię gospodarczego przedsięwzięcia dziewięcioletniego Dżeka, który w swojej klasie zakłada kooperatywę. Akcję powieści autor umieścił w Ameryce lat dwudziestych ubiegłego stulecia. Bankructwo tytułowego bohatera spowodowane jest tym, że ktoś ukradł dwa rowery będące głównym „aktywem” jego szkolnej kooperatywy.
W powieściowej formie ukazana jest nauka ekonomiczna i przybliżone zostają zasady przedsiębiorczości, ale także wewnętrzne życie dziecka, jego myśli, uczucia, lęki, refleksje i niepokoje. Korczak próbuje pokazać podstawy życia społecznego, które poprzedzają działalność ekonomiczną podkreślając pojęcie odpowiedzialności. Bohater działa w świecie ludzkich realnych relacji, w społeczności, toteż każde jego działanie i decyzja przynoszą ze sobą konsekwencje, z którymi musi się zmierzyć.
Książka została wznowiona w 2012 roku nakładem wydawnictwa W.A.B.. 
Na podstawie powieści zrealizowano w 2000 roku spektakl telewizyjny o tym samym tytule, jak również spektakl w Teatrze Lalka.